# Naboo
Naboo er en planet i Star Wars-universet. Bl.a. Palpatine, Jar Jar Binks og Padmé Amidala stammer fra Naboo. På Naboo finder man også undervandsbyen Otoh Gunga. Beboerne hedder Naboonesere.
I en række år var Padmé Amidala dronning over Naboo, og efter hendes regerings periode reprensenterede hun planeten i senatet
Handelsføderationen blokerer i The Phantom Menace for alt trafik og handel, fra og til Naboo. Efterfølgende indleder de en illegal invasion efter ordre fra Darth Sidious.
Naboo fungerer også som skjulested for Padmé Amidala og Anakin Skywalker i Attack of the Clones.
| Star Wars | Spire Denne Star Wars-artikel er en spire som bør udbygges. Du er velkommen til at hjælpe Wikipedia ved at udvide den. |